# Aérotaxie
L'aérotaxie est la capacité qu'ont certains micro-organismes à percevoir la concentration en oxygène (aréotactisme) et à coordonner leurs mouvements vers le milieu qui contient une concentration en O2 optimale pour leur croissance.
Les bactéries magnétotactiques découvertes en 1975 par R. P. Blakemore, présentent généralement également une aérotaxie,,.

## Référence
1. ↑  Romaric Forêt, Dictionnaire des sciences de la vie, De Boeck Superieur, 13 novembre 2018 (ISBN 978-2-8073-0699-8, lire en ligne), p. 72
2. ↑  D. A. Bazylinsky, Structure and function of the bacterial magnetosome, ASM News, 1995, n°61, pp. 337–343.
3. ↑  S. Spring, D. A. Bazylinsky, The Prokaryotes, New York, Springer, 2000.
4. ↑  Dirk  Schüler, Magnetorecepetion and magnetosomes in Bacteria, Springer, 2007, 319 p.